# Konstnärlig ledare
Konstnärlig ledare eller scenisk ledare är en titel som används inom en rad verksamheter, speciellt inom konst och kultur. Titeln syftar på en person i chefsposition som har övergripande ansvar för det konstnärliga arbetet inom organisationen, samtidigt som det finns en annan chef med ansvar för bland annat ekonomi, personal och administration.
Begreppet förekom tidigare främst inom scenkonst där det ofta är den konstnärlige ledaren som lägger repertoar och beslutar vem som skall ingå i ensemblen. Begreppet konstnärlig ledare används även på vissa konstinstitutioner.